# Catachlorops borgmeieri
Catachlorops borgmeieri är en tvåvingeart som beskrevs av Lane 1936. Catachlorops borgmeieri ingår i släktet Catachlorops och familjen bromsar. Inga underarter finns listade i Catalogue of Life.